# Толстая Дуброва
Толстая Дуброва — село в Алейском районе Алтайского края России. Административный центр Дубровского сельсовета.

## География
Расположен в центральной части края, в лесостепной зоне, у озера Белобородское.
Климат
резко континентальный. Средняя температура января −17,6ºС, июля — + 20ºС. Годовое количество осадков — 440 мм.

## История
Основано в 1925 г.
В 1928 г. посёлок Толсто-Дубровский состоял из 103 хозяйства. В составе Осколовского сельсовета Алейского района Барнаульского округа Сибирского края.

## Население
| 1926 | 1997 | 1998 | 1999 | 2000 | 2001 | 2002 | 2003 | 2004 |
| ---- | ---- | ---- | ---- | ---- | ---- | ---- | ---- | ---- |
| 710  | ↘593 | ↘555 | ↘553 | ↗563 | →563 | ↘518 | ↗548 | ↘507 |
| 2005 | 2006 | 2007 | 2008 | 2009 | 2010 | 2011 | 2012 | 2013 |
| ↘504 | ↗529 | ↘507 | ↗541 | ↘539 | ↘460 | ↘457 | ↗469 | ↘448 |

национальный состав
В 1928 г. основное население — русские.
Согласно результатам переписи 2002 года, в национальной структуре населения русские составляли 97 % от 523 жителей.

## Инфраструктура
МКОУ Толстодубровская средняя общеобразовательная школа.
Администрация Дубровского сельсовета.
Экономика
Основное направление — сельское хозяйство.

## Транспорт
Село доступно по дороге общего пользования межмуниципального значения «Приятельский — Осколково — а/д К-13» (идентификационный номер 01 ОП МЗ 01Н-0105).